# Tour dei Pink Floyd

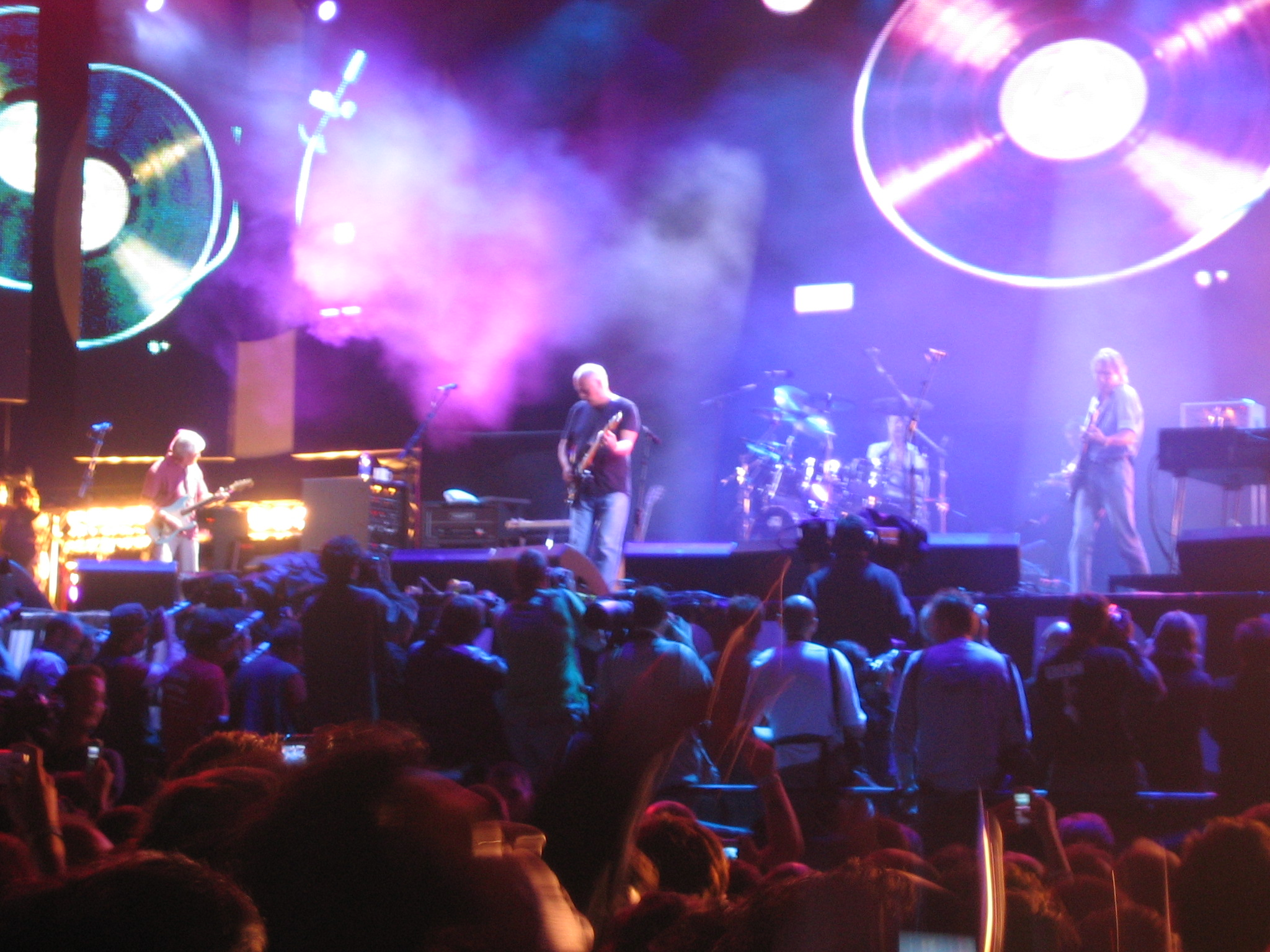
La Reunion dei Pink Floyd, mentre suonano al Live 8 di Londra, il 2 luglio 2005.

I Pink Floyd sono considerati tra i pionieri nell'ambito delle esibizioni dal vivo, nei quali hanno proposto un'esperienza visiva e musicale innovativa che è diventata un punto di riferimento per le epoche successive. Nei concerti floydiani è proposto uno show in cui i musicisti sono una figura secondaria nella coreografia dello spettacolo, in cui i protagonisti sono luci, scenografie, effetti speciali, sistemi di diffusione sonora quadrifonici e strumentazione elettronica d'avanguardia.
I Pink Floyd sono inoltre tra le prime band a portare in tour un impianto luci proprio, che negli anni si è espanso sempre più, raggiungendo dimensioni impressionanti nell'ultimo tour, successivo all'album The Division Bell, immortalato nel DVD Pulse. La massima espressione degli allestimenti risale infatti a questo periodo, e ad esso si riferisce gran parte di quanto segue.

## Scenografie

### Il light show
I Pink Floyd furono tra i primi a realizzare quello che viene chiamato light show, ovvero uno spettacolo di luci e laser durante il concerto. Il palco veniva circondato da alte impalcature a sostegno di luci, laser e macchine per il fumo: Marc Brickman, il designer della band, utilizzò centinaia di lampade intelligenti e laser, entrambi comandati da computer, che seguivano i brani in scaletta accompagnandoli, battuta per battuta, con giochi di luci sempre diversi. Furono utilizzati laser a vapori di rame, solitamente usati nella ricerca nucleare, ciascuno dei quali costò 120 000 dollari. Dietro il palco era collocato uno schermo circolare sul quale venivano continuamente proiettate immagini, film e animazioni sincronizzati con i brani eseguiti.

### Fuochi artificiali
I fuochi d'artificio sono stati una costante nei concerti del gruppo e sono stati usati per sottolineare i passaggi più significativi dei loro brani, come ad esempio nella parte finale di Run Like Hell la quale si conclude, ponendo fine all'intero concerto, con una gigantesca esplosione.

### Palloni gonfiabili
Già nel tour seguente Dark Side of the Moon vennero proposti al pubblico dei palloni gonfiabili rappresentanti diversi oggetti. Nel tour americano del '75 vi era un dirigibile a forma di piramide; in caso di vento finiva sulla folla che, riducendolo in frammenti, lo trasformava in souvenir; nel tour di Animals venne impiegato un maiale gonfiabile ripreso poi nel tour del '94. Anche durante il tour successivo, The Wall Tour, vennero impiegati gonfiabili con le sembianze dei personaggi.

### Il muro diThe Wall
Nel tour seguente la pubblicazione di The Wall, durante la prima parte dello spettacolo veniva allestito un gigantesco muro tra i musicisti e il pubblico, composto da 340 grossi mattoni bianchi, l'ultimo dei quali veniva posto alla fine di Goodbye Cruel World. Nella seconda parte dello show i musicisti suonavano dietro il muro, senza essere visti dalla platea, salvo alcune apparizioni, come l'assolo di Gilmour su Comfortably Numb suonato in cima al muro stesso. Nella canzone finale del concerto il muro veniva infine abbattuto, tra effetti sonori e spettacolari luci.

### Effetti speciali
Gli effetti speciali sono la parte più elaborata delle esibizioni floydiane: sempre nel Division Bell tour, alla fine della canzone On The Run un aereo (scala 1:1) sostenuto da cavi attraversa la platea e si schianta a lato del palco in una gigantesca esplosione di luci; durante l'assolo di Comfortably Numb una sfera ricoperta di specchi, calata al centro dell'arena, viene illuminata da potenti fari da 12 kilowatt l'uno, cosicché il riflesso illumina tutta la platea, mentre essa si apre fino a formare un fiore. Tale sfera aveva un diametro di 4,9 metri, e una volta aperta misurava 21,3 metri, con i petali che avevano un diametro di 7,3 metri.

## Cronologia
Di seguito, la cronologia dei principali concerti dei Pink Floyd.
- 30 settembre 1966 - Concerto alla All Saints Church Hall - London Free School/International Times Benefit Show
- 29-30 aprile 1967 - Evento The 14 Hour Technicolor Dream
- 12 maggio 1967 - Concerto Games for May
- 3-12 novembre 1967 - The first tour of the United States
- 29 giugno 1968 - Midsummer High Weekend
- febbraio – dicembre 1968 - Pink Floyd World Tour 1968
- maggio – settembre 1969 - The Man and The Journey Tour
- 25 ottobre 1969 - Actuel Festival Amougies, Belgio
- 27 giugno 1970 - The Bath Festival of Blues and Progressive Music concert
- 28 giugno 1970 - The Holland Pop Festival in Kralingen Rotterdam
- settembre 1970 - ottobre 1971 - Atom Heart Mother World Tour
- ottobre – novembre 1971 - Meddle Tour
- gennaio 1972 – novembre 1973 - Dark Side of the Moon Tour
- giugno 1974 - French Summer Tour 1974
- novembre – dicembre 1974 - British Winter Tour 1974
- aprile – luglio 1975 - Wish You Were Here Tour
- gennaio – luglio 1977 - In the Flesh Tour
- febbraio 1980 – giugno 1981 - The Wall Tour
- settembre 1987 – agosto 1988 - A Momentary Lapse of Reason Tour
- 11-12 luglio 1988 - "The Momentary Lapse Of Reason Tour" Tour 88, Roma - Stadio Flaminio - non esiste un DVD di Roma
- maggio 1989 - luglio 1989 - Another Lapse Tour
- 30 giugno 1990 - Knebworth Festival
- 18 settembre 1993 - Cowdray Ruins
- marzo – ottobre 1994 - The Division Bell Tour
- 17 gennaio 1996 – Rock and Roll Hall of Fame performance
- 2 luglio 2005 - Live 8
- 10 maggio 2007 - Syd Barrett Tribute Concert